# 아스널: 리로디드
아스널: 리로디드(Arsenal, Southern Fury)는 미국에서 제작된 스티븐 C. 밀러 감독의 2017년 액션, 스릴러 영화이다. 니콜라스 케이지 등이 주연으로 출연하였고 랜들 에멧 등이 제작에 참여하였다. 알려진 다른 제목은 서던 퓨리(Southern Fury)이다.

## 출연

### 주연
- 니콜라스 케이지
- 존 쿠삭
- 아드리언 그레니어
- 조나단 스캐치

### 조연
- 리디아 훌
- 타일러 존 올슨
- 아비 게일
- 한스 마레로
- 크리스토퍼 롭 보웬
- 크리스토퍼 코폴라
- 타마라 벨루스
- 캐서린 애쉬튼

## 제작진
- 미술: 니코 빌라이봉스